# تريفيليث
بلدية تريفيليث (بالإسبانية: Trevélez) هي بلدية تقع في مقاطعة غرناطة التابعة لمنطقة أندلوسيا جنوب إسبانيا.

## الديموغرافيا
بلغ عدد سكان بلدية تريفيليث 823 نسمة عام 2011 (وفقاً للمعهد الوطني الإسباني للإحصاء).
| 800 | 779 | 799 | 837 | 835 | 842 | 823 |

## معرض صور

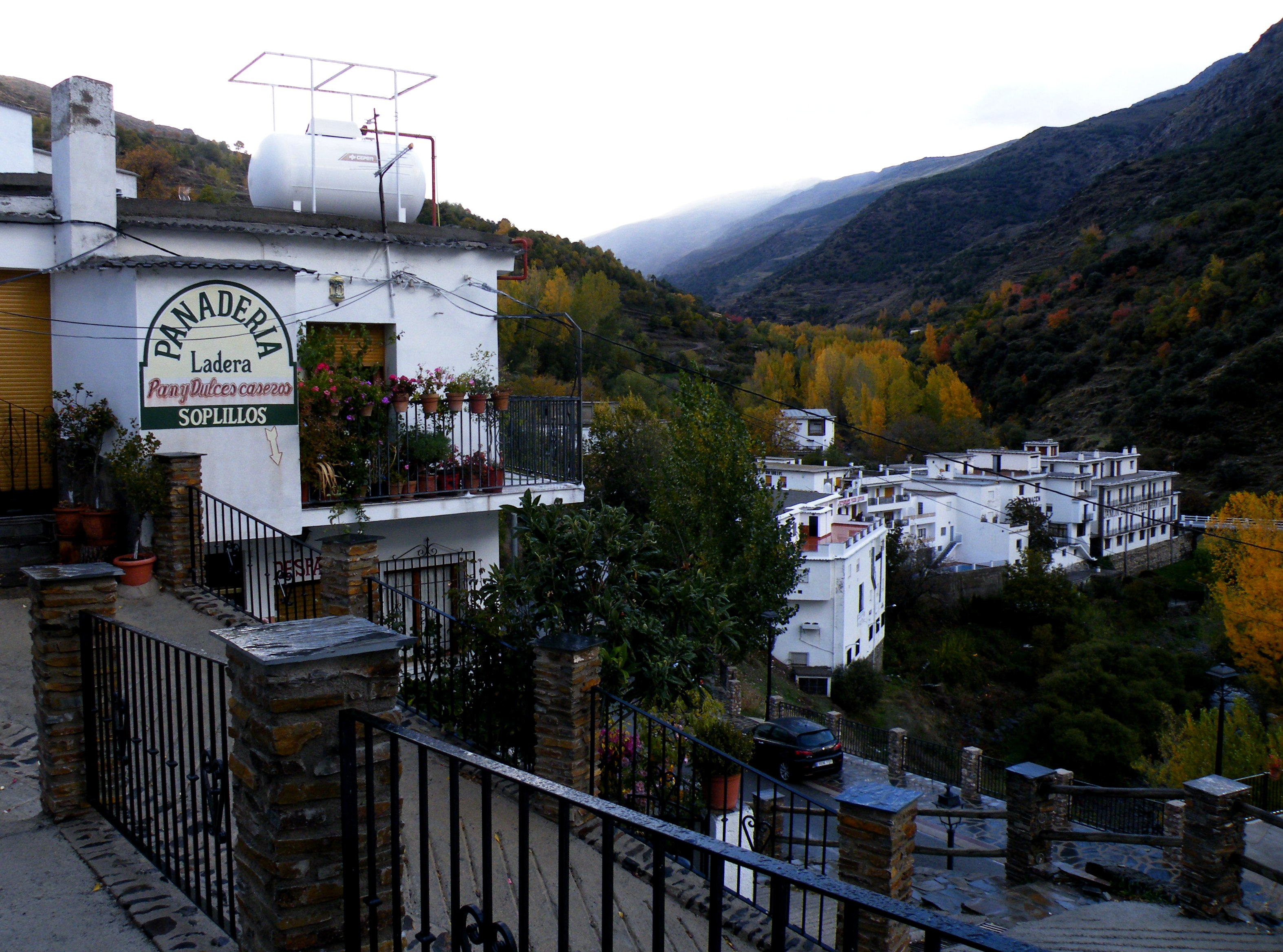
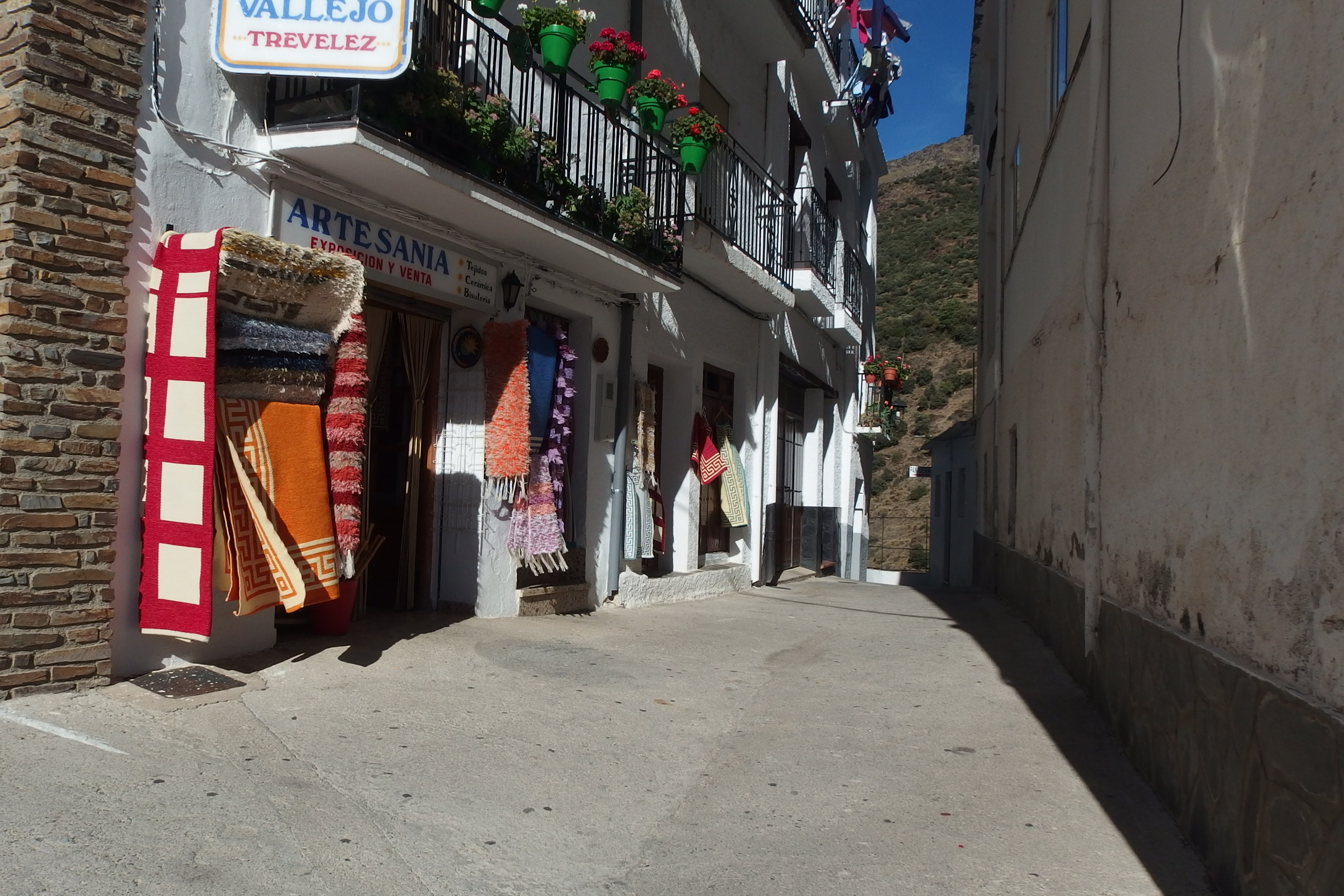
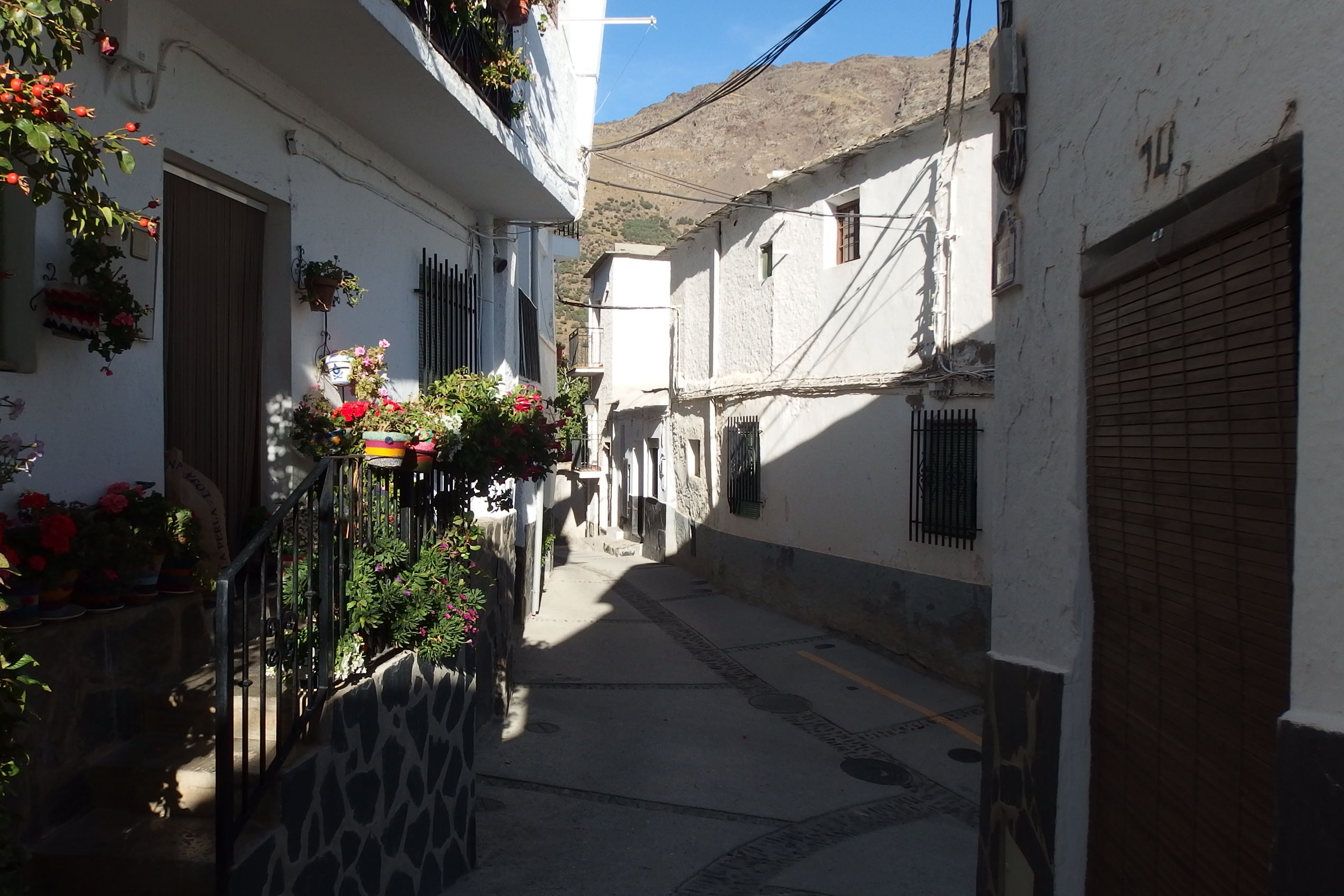
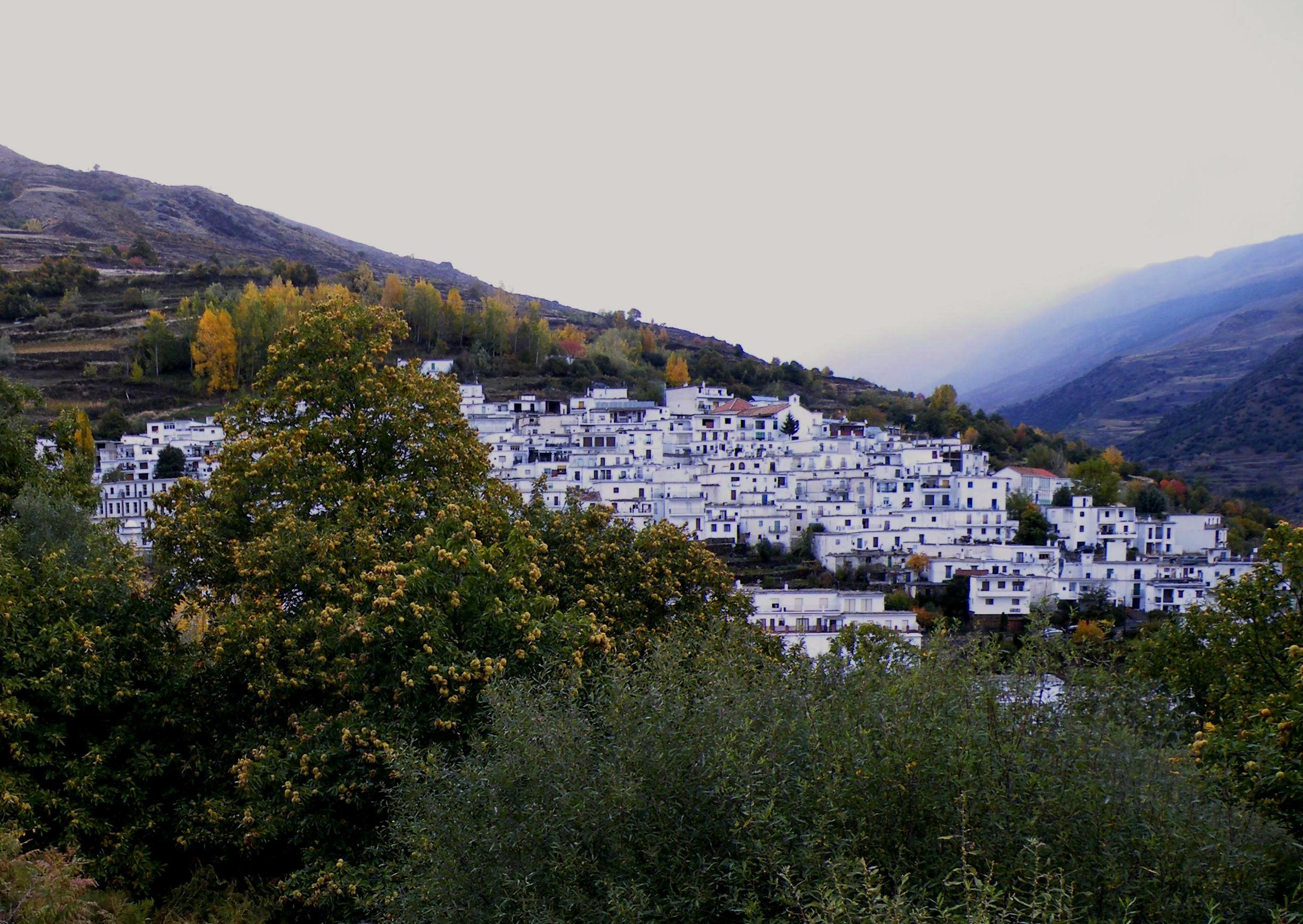
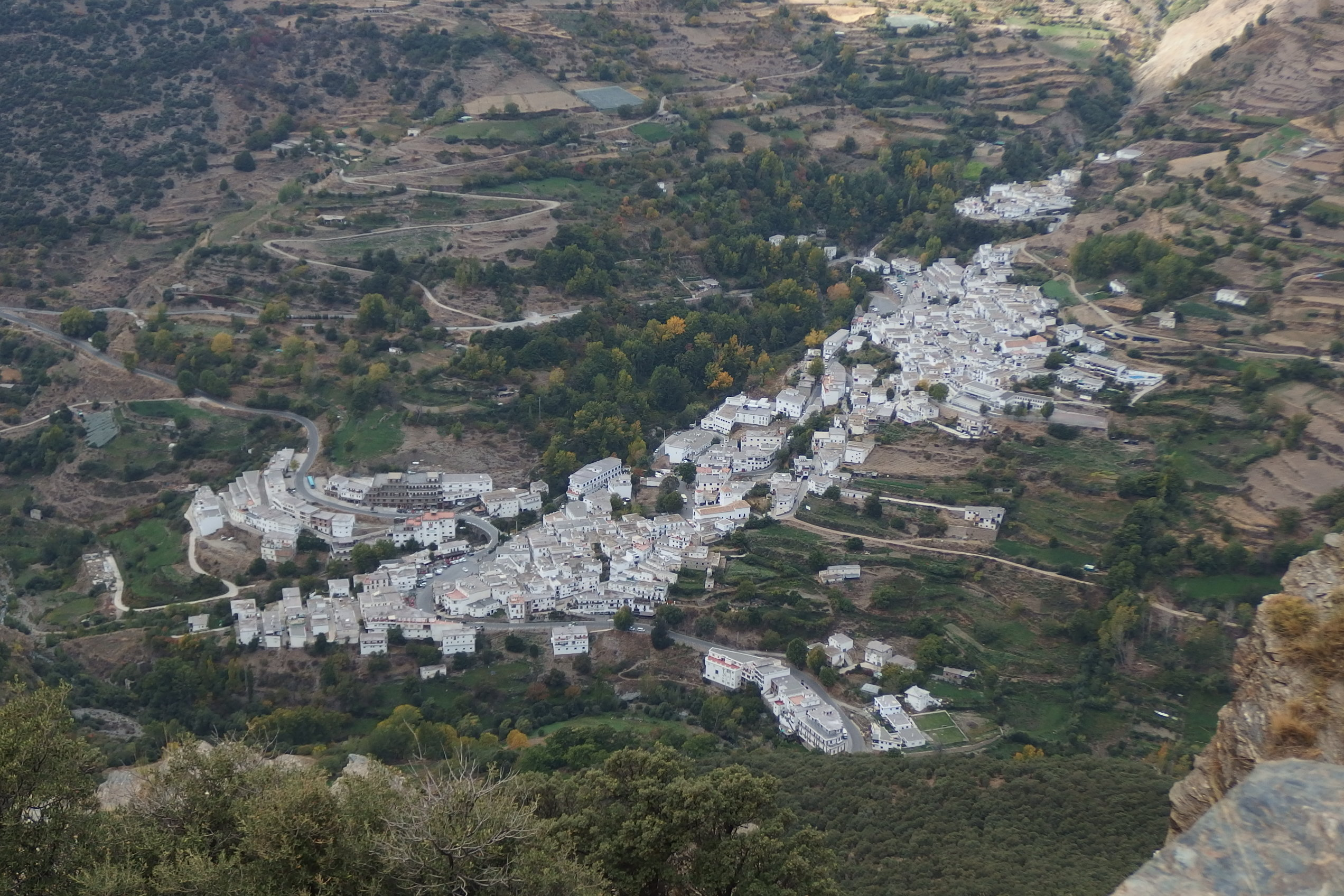